# 一帶一路總商會
一帶一路總商會（英文：Belt and Road General Chamber of Commerce Limited），為香港親建制派商會，由2017年發起，並於2018年4月17日正式成立。一帶一路總商會的宗旨，是聯合港澳台僑的工商專業界人士，在「一带一路」戰略中發揮作用，既為業界聯繫「一帶一路」沿線國家及地區，擴大網路，開拓商機，開展多方面的合作。

## 創會人士
- 麗新集團主席林建岳、正大制藥集團主席鄭翔玲、高銀金融地產控股主席潘蘇通、華彬集團主席嚴彬[2]

## 組織
一帶一路總商會轄下專門委員會：
- 金融委員會
- 大型基建委員會
- 貿易委員會
- 專業服務委員會
- 文化產業委員會
- 醫療健康委員會